# Helheim (band)
 For alternative betydninger, se Helheim (flertydig). (Se også artikler, som begynder med Helheim)
Helheim er et norsk viking/black metal-band, som blev dannet i 1992. Deres tekster er i høj grad fokuseret på nordisk mytologi.

## Medlemmer
- H'grimnir – vokal, guitar
- Noralf Reichborn Venaas – guitar
- V'gandr – vokal, bas
- Hrymr – trommer, programmering

### Tidligere medlemmer
- Nidhogg (Rune Bjelland) – guitar
- Thorbjørn – guitar (på Terrorveldet)
- Lindheim (Lars Skulstad) – keyboard (på Terrorveldet)

## Diskografi

### Studiealbum
- 1995: Jormundgand
- 1997: Av Norrøn Ætt
- 2000: Blod og Ild
- 2003: Yersinia Pestis
- 2006: The Journeys and the Experiences of Death
- 2008: Kaoskult
- 2011: Heiðindómr ok mótgangr
- 2015: raunijaR
- 2017: landawarijaR
- 2019: Rignir
- 2021: WoduridaR

## Ep'er
- 1999: Terrorveldet

### Demoer
- 1993: Unavngivet demo
- 1994: Nidr Ok Nordr Liggr Helvegr